# Список операций «Моссада»

Ниже приводится список операций, которые были организованы (или, со значительной долей вероятности, могут считаться организованными) разведывательным ведомством Государства Израиль «Моссад». В некоторых случаях причастность «Моссада» была официально признана правительством Израиля (например, похищение Эйхмана); в других случаях об этом стало известно в результате провала операции и поимки израильских агентов (например, покушение на Халеда Машаля в Аммане); в третьих случаях о причастности израильской спецслужбы сообщали компетентные источники или же для подобных предположений существуют достаточные основания.
В 1970-е и 1980-е годы значительная часть операций «Моссада» против палестинских террористов производились в рамках операции «Гнев Божий», которая была начата в ответ на убийство израильских спортсменов на мюнхенской Олимпиаде 1972 года.
Большая часть операций «Моссада», даже проведённых десятилетия назад, остаётся нерассекреченной.

## 1960-е
| дата                         | место                   | название                                                   | операция |
| ---------------------------- | ----------------------- | ---------------------------------------------------------- | --- |
| 11 мая 1960                  | Буэнос-Айрес, Аргентина | Похищение Эйхмана                                          | Адольф Эйхман — нацистский военный преступник, ответственный за организацию геноцида европейского еврейства в годы Второй мировой войны и скрывавшийся в Буэнос-Айресе под именем Рикардо Клемент, был похищен группой агентов «Моссада» и 20 мая самолётом Эль-Аль тайно вывезен в Израиль. В Израиле Эйхман предстал перед судом, в результате которого был приговорён к смертной казни. |
| декабрь 1959 — сентябрь 1962 | Израиль и США           | Дело Йосселе                                               | В результате спецоперации, в Нью-Йорке был найден и возвращён родителям 6-летний Йосселе Шумахер, который был похищен с помощью своего деда, принадлежавшего к антисионистской ультра-ортодоксальной секте «Нетурей карто». |
| 1961 - 1965                  | Аргентина, Сирия        | Внедрение разведчика Эли Коэна в высшие круги власти Сирии | Разведчик Эли Коэн под именем уроженца Сирии Камиля Амина Таабета внедрился в ближайшее окружение Амина Аль-Хафеза, который в результате переворота 1963 года стал президентом Сирии. Дослужился до звания полковника службы безопасности Сирии, регулярно передавал Израилю секретную военно-политическую информацию. Разоблачен в 1965 и впоследствии казнен.                            |
| июль 1962 — март 1963        | Египет и ФРГ            | Операция «Дамоклов меч»                                    | Операция по саботированию египетского проекта по разработке баллистических ракет и неконвенционального оружия, над которым работали ряд немецких учёных и инженеров. Несколько инженеров погибли при вскрытии полученных по почте посылок со взрывчаткой, несколько человек исчезли. |
| октябрь 1965                 | Париж, Франция          | Похищение Махди Бан-Барка                                  | Марроканский оппозиционер Махди Бан-Барка был похищен французской разведкой при активном участии «Моссада». 2 ноября Бен-Барка был застрелен на вилле в пригороде Парижа. Когда об этом стало известно президенту Франции Шарлю де Голлю, это вызвало политический скандал, который ощутимо сказался на израильско-французских отношениях.                                                 |
| 15 августа 1966              | Мосул, Ирак             | Операция «Пенициллин»                                      | Завербованный «Моссадом» иракский лётчик, подполковник Мунир Редфа, угнал в Израиль новейший истребитель МиГ-21. |
| 24 декабря 1969              | Шербур, Франция         | Операция «Ноев ковчег»                                     | Операция по угону с верфи 5 готовых ракетных катеров типа Саар 3, заказанных и оплаченных Израилем. Франция объявила эмбарго на поставку любых вооружений Израилю, не желая осложнения отношений с арабскими странами. Накануне Рождества в 9-балльный шторм катера вышли из порта и после недельного морского перехода 1 января 1970 года прибыли в Хайфу.                                |

## 1970-е
| дата            | место                 | название                   | операция |
| --------------- | --------------------- | -------------------------- | --- |
| 9 июля 1972     | Ливан                 | Операция «Гнев Божий»      | Гасан Файез Канафани — лидер НФОП — был взорван в своём автомобиле. |
| 16 октября 1972 | Рим, Италия           | Операция «Гнев Божий»      | Абдель Ваиль Зуайтер (также Ваэль Абу Цвайтер) — представитель ООП в Риме — был застрелен у входа в свой дом. |
| 8 декабря 1972  | Париж, Франция        | Операция «Гнев Божий»      | Махмуд аль-Хамшари — № 2 в организации «Чёрный сентябрь» и представитель ООП в Париже, координировавший Теракт на мюнхенской Олимпиаде — был тяжело ранен взрывом бомбы, спрятанной в телефонном аппарате в его квартире. Скончался в больнице. |
| 24 января 1973  | Никосия, Кипр         | Операция «Гнев Божий»      | Хусейн Абд аль-Шир (он же аль-Хир или аль-Башир) — активист «Чёрного сентября» и представитель ФАТХ на Кипре — был убит взрывом бомбы, спрятанной в кровати его гостиничного номера. |
| 6 апреля 1973   | Париж, Франция        | Операция «Гнев Божий»      | Базиль аль-Кубайши — заместитель Жоржа Хабаша в НФОП, отвечавший за обеспечение оружием боевиков «Чёрного сентября» в Европе — был застрелен на улице среди бела дня. |
| 10 апреля 1973  | Бейрут, Ливан         | Операция «Весна молодости» | В ночь с 9-го на 10-е апреля три группы спецназа — «Сайерет Маткаль», «Сайерет цанханим» и «Шайетет 13» — высадились на бейрутском пляже, где их ожидали агенты «Моссада». Было взято штурмом 7-этажное здание, в котором находилась штаб-квартира ООП. В ходе боя были ликвидированы около 50 террористов, среди них оперативный командир «Чёрного сентября» и заместитель Арафата в ООП Мухаммад Юсеф аль-Наджар (Абу Юсуф), активист ФАТХ Камаль Адуан и пресс-секретарь Камаль Насер ООП. Потери нападавших — двое убитых и 3 раненых. |
| 11 апреля 1973  | Афины, Греция         | Операция «Гнев Божий»      | Зайяд Мухаси — активист «Чёрного сентября» и преемник аль-Шира на Кипре в качестве представителя ФАТХ — был убит в своём гостиничном номере. В гостиничный номер Мухаси были заложены восемь миниатюрных зажигательных бомб, которые при взрыве в закрытом помещении мгновенно сжигали весь кислород. Но взрыватель почему-то не сработал, тогда один из агентов «Моссада» взломал дверь и бросил ещё одну бомбу. |
| 28 июня 1973    | Париж, Франция        | Операция «Гнев Божий»      | Мохаммед Будиа — оперативный командир «Чёрного сентября» и активист Фронта национального освобождения — был убит при взрыве бомбы, подложенной в его автомобиль. |
| 21 июля 1973    | Лиллехаммер, Норвегия | Операция «Гнев Божий»      | Неудачная попытка ликвидации Али Хасана Саламе (Абу Хасан) — главы организации «Чёрный сентябрь» и высокопоставленнёго лидера ООП, спланировавшего теракт на мюнхенской Олимпиаде. По ошибке был убит похожий на Саламе официант Ахмед Бучикхи. Шесть членов израильской ударной группы предстали перед норвежским судом по обвинению в убийстве. В конечном счёте Израиль выплатил компенсацию семье жертвы. |
| 22 января 1979  | Бейрут, Ливан         | Операция «Гнев Божий»      | Али Хасан Саламе (Абу Хасан) был тяжело ранен взрывом заминированного автомобиля, рядом с которым он проезжал. Умер в больнице. |
| 5 апреля 1979   | Франция               |                            | Два энергоблока, готовые к отправке в Ирак для строительства ядерного реактора, взорвались на складе. Впоследствии директор «Моссада» (а на тот момент куратор «иракского» направления) Нахум Адмони признался, что «Моссад» проводил спецоперации, которые «задержали осуществление иракской ядерной программы на годы». |
| 25 июля 1979    | Канны, Франция        | Операция «Гнев Божий»      | Зухейр Мухсен — глава организации «Ас-Саика» («Молния») и активист ООП — был тяжело ранен двумя неизвестными у входа в свой дом. Скончался в больнице. |

## 1980-е
| дата                      | место           | название                   | операция |
| ------------------------- | --------------- | -------------------------- | --- |
| Ночь с 13 на 14 июня 1980 | Париж           | За год до операции «Опера» | Физик-ядерщик Яхья Эль-Мешад, руководивший ядерной программой Ирака, найден убитым в своём гостиничном номере. Подозрение пало на «Моссад», поскольку Израиль пытался остановить строительство реактора «Осирак» любой ценой. |
| 7 июня 1981               | Ирак            | Операция «Опера»           | «Моссад» сумел получить подробную информацию о иракском реакторе «Осирак» и убедиться в его военной направленности, что позволило ВВС Израиля полностью разбомбить реактор, выведя его из строя. |
| 1 августа 1981            | Варшава, Польша | Операция «Гнев Божий»      | Мухаммад Уда (Абу Дауд) — «Чёрный сентябрь», один из создателей, непосредственно руководил нападением на израильских спортсменов в Мюнхене — был серьёзно ранен неизвестным, всадившим в него пять пуль. Оправившись от ран, Абу Дауд скрылся. |
| 21 августа 1983           | Афины, Греция   | Операция «Гнев Божий»      | Мамун Мерайш — ООП, высокопоставленный лидер — был застрелен в своей машине. |
| 1984                      | Эфиопия         | Операция «Моисей»          | Беспрецедентная операция «Моссада» по тайному вывозу самолётами из Африки нескольких тысяч эфиопских евреев в Израиль. За несколько месяцев было вывезено по разным данным от 14 до 18 тысяч человек. Операции осуществлялись под прикрытием созданной «Моссадом» туристической фирмы на берегу Красного моря.                                                            |
| сентябрь 1986             | Рим, Италия     | Похищение Вануну           | Израильский техник Мордехай Вануну, работавший в израильском ядерном центре в Димоне и выдавший всему миру секрет наличия у Израиля ядерного оружия, был за границей похищен израильскими спецслужбами и тайно возвращён в Израиль. |
| 14 февраля 1988           | Лимасол, Кипр   | Убийство Мухаммеда Тамами  | Мухаммед Тамами — лидер «Исламского джихада» — был убит взрывом заминированного автомобиля. Вместе с ним погибли также Марван Кайал и Мохаммед Бухеис (Абу Хасан) |
| 17 апреля 1988            | Тунис           | Убийство Абу Джихада       | Халиль аль-Вазир (Абу Джихад) — военный руководитель ФАТХ и заместитель Арафата в руководстве ООП — был убит израильскими коммандос «Сайерет Маткаль» и «Шайетет 13», которые ворвались в его спальню и застрелили его прямо в постели. «Моссад» заранее собрал информацию о внутренней планировке дома, где жил Абу-Джихад, о системе его охраны и графике передвижений. |
| 11 октября 1989           | Сирия           |                            | Майор сирийской армии, лётчик Мухаммад Бассам Адель угнал в Израиль истребитель МиГ-23. По утверждениям Сирии Адель был завербован агентами «Моссада». |

## 1990-е
| дата             | место             | название                   | операция |
| ---------------- | ----------------- | -------------------------- | --- |
| март 1990        | Брюссель, Бельгия |                            | Неизвестными был застрелен канадский физик Джеральд Булл, работавший в Ираке над созданием пушки «Вавилон» калибром 1000-мм и длиной ствола 156 м, а также руководивший созданием работоспособной первой ступени будущей иракской ракеты-носителя «Аль-Абейд». Предположительно, в этом деле был замешан «Моссад».                                                           |
| 1991             | Никосия           |                            | Сотрудники «Моссада» были арестованы при установке подслушивающей аппаратуры в посольстве Ирана. |
| 8 июня 1992      | Париж, Франция    | Операция «Гнев Божий»      | Атеф Бсейсо — видный деятель ООП, причастный к организации теракта на мюнхенской Олимпиаде — был убит выстрелами в упор. |
| 26 октября 1995  | Слима, Мальта     | Убийство Фатхи Шакаки      | Фатхи Шакаки — руководитель «Исламского джихада» — был убит у входа в гостиницу израильским спецназом. |
| 1995             | Москва            |                            | Резидент «Моссада» в Москве Реувен Динель был задержан при получении секретных документов от бывших сотрудников ГРУ. |
| 25 сентября 1997 | Амман, Иордания   | Покушение на Халеда Машаля | Неудачное покушение на Халеда Машаля — председателя Политбюро «Хамас». Агенты израильской разведки прямо на улице впрыснули в ухо Машаля яд, но были схвачены его охраной. По требованию иорданских властей Израиль предоставил противоядие и освободил из заключения духовного лидера Хамас Ахмеда Ясина. Взамен агенты были освобождены от наказания и отпущены на родину. |
| февраль 1998     | Швейцария         |                            | Сотрудник «Моссада» Ицхак Бен-Таль был арестован при попытке прослушивания иранского представительства в ООН. |

## 2000-е — 2010-е
| дата             | место               | название                                                    | операция |
| ---------------- | ------------------- | ----------------------------------------------------------- | --- |
| июль 2003        | Иран                |                                                             | При невыясненных обстоятельствах, в результате взрыва в исследовательском центре, погиб ведущий иранский конструктор баллистических ракет Али-Махмуди Миманд. Взрыв произошёл во время тестирования систем для баллистических ракет «Шихаб-3». Неофициально Иран полагает, что к взрыву мог иметь отношение «Моссад». |
| 2003 — 2006      | Ирак                |                                                             | Некоторые арабские СМИ обвиняют «Моссад» в том, что во время американской оккупации Ирака в период с 2003 по 2006 годы его агенты убили несколько сотен иракских учёных, которые предположительно могли представлять угрозу для Израиля если бы начали работать во враждебных Израилю странах. |
| апрель 2004      | Новая Зеландия      | Израильско-новозеландский паспортный скандал                | Два израильтянина Ури Зоше Кельман и Эли Кара были арестованы в Новой Зеландии при попытке незаконного получения паспортов этой страны. Всего по этому делу проходило 4 человека. Большинство обозревателей уверено, что эти люди — сотрудники «Моссада», хотя ни они сами, ни МИД Израиля этого не признавали. |
| 26 сентября 2004 | Дамаск, Сирия       | Убийство Изз аль-Дина аш-Шейха Халиля                       | Изз аль-Дин аш-Шейх Халиль — идеолог «Хамас» и специалист по контрабанде оружия и взрывотехнике — был убит в результате взрыва заминированного автомобиля. Официально Израиль объявил о непричастности к этой акции. |
| 2005             |                     | Ракетный скандал                                            | «Моссаду» удалось сорвать планируемую поставку в Сирию российских оперативно-стратегических ракет «Искандер-Э», организовав утечку информации об этой сделке, которая вызвала так называемый «ракетный скандал». В скандал были втянуты четыре государства: Россия, Сирия, Израиль и США. |
| 7 февраля 2007   | Стамбул, Турция     |                                                             | Есть предположение, что «Моссад» причастен к исчезновению бывшего заместителя министра обороны Ирана и командующего Корпусом стражей исламской революции генерала Али Реза Аскари. Через месяц генерал объявился уже в США, где попросил убежища. |
| 12 февраля 2008  | Дамаск, Сирия       | Убийство Имада Мугнии                                       | Имад Мугния (Хадж Радуан) — глава спецслужб группировки Хизбалла — был убит в результате взрыва бомбы, заложенной в его автомобиле. По мнению некоторых источников, убийство было организованно «Моссадом». Израиль отрицает свою причастность к этой ликвидации. |
| Август 2009      | Атлантический океан | Захват сухогруза Arctic Sea                                 | СМИ приводили утверждения неназванного «высокопоставленного источника, близкого к израильской разведке», а также неназванных источников в российских военных кругах и близких к расследованию, о том, что к захвату сухогруза, были причастны спецслужбы Израиля, в связи с тем, что на борту могли находиться «российские системы противовоздушной обороны» (ракетные комплексы C-300) для Ирана. Официально, израильская причастность не подтверждалась; экспертные израильские источники отвергали возможность причастности «Моссада». Также наличие оружия на борту сухогруза отрицали российские МИД и Следственный комитет. |
| 19 января 2010   | Дубай (ОАЭ)         | Убийство Махмуда аль-Мамбхуха                               | Один из основателей военного крыла ХАМАСа убит неустановленными лицами в гостинице города Дубая. Убийство, а также связанный с ним факт использования поддельных паспортов ряда государств, были официально связаны со спецслужбами Израиля полицией Дубая в феврале того же года и Соединённого Королевства в марте. |
| 1 мая 2018       | Тегеран (Иран)      | Похищение в полном объеме секретного ядерного архива Ирана. | Агентами Моссад было похищено из специального хранилища в общей сложности около 100 тысяч документов по ядерной программе Ирана общим весом в полтонны. |